# Ronald Stretton
Ronald Charles Stretton (Epsom, 13 de febrero de 1930-Toronto, 12 de noviembre de 2012) fue un deportista británico que compitió en ciclismo en la modalidad de pista, especialista en la prueba de persecución por equipos.
Participó en los Juegos Olímpicos de Helsinki 1952, obteniendo una medalla de bronce en la prueba de persecución por equipos (junto con Alan Newton, Donald Burgess, George Newberry).

## Medallero internacional
| Juegos Olímpicos | Juegos Olímpicos     | Juegos Olímpicos  | Juegos Olímpicos        |
| Año              | Lugar                | Medalla           | Competición             |
| ---------------- | -------------------- | ----------------- | ----------------------- |
| 1952             | Helsinki (Finlandia) | Medalla de bronce | Persecución por equipos |